# Sebastian Schröder

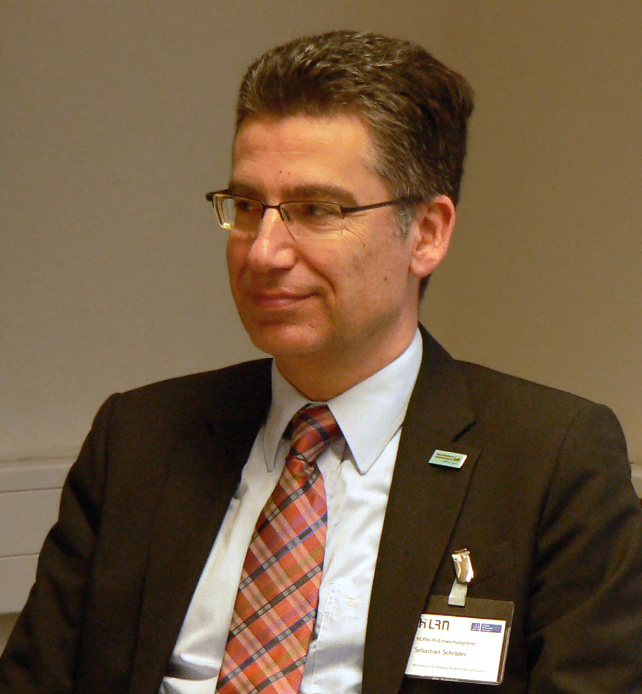
Sebastian Schröder, 2014

Sebastian Schröder (* 2. Juli 1964 in Lübeck) ist ein deutscher Verwaltungsbeamter. Er war von 2011 bis 2019 Staatssekretär im Bildungsministerium des Landes Mecklenburg-Vorpommern.

## Biografie

### Familie, Ausbildung und Beruf
Schröder studierte nach dem 1982 in Berlin abgelegten Abitur Rechtswissenschaften und Musikwissenschaften an der FU Berlin, 1988 legte er das erste juristische Staatsexamen ab. Im Anschluss setzte er sein Studium am University College of Wales fort. Ab 1989 absolvierte er den juristischen Vorbereitungsdienst beim Kammergericht Berlin. 1992 schloss er seine juristische Ausbildung mit dem zweiten Staatsexamen ab.
Im gleichen Jahr wurde Schröder Jurist im Rechtsamt der Hansestadt Rostock. Von 1993 bis 1995 war er Büroleiter des Vorsitzenden der SPD-Landtagsfraktion von Mecklenburg-Vorpommern. 1996 kehrte er nach Rostock zurück und wurde Kanzler der Hochschule für Musik und Theater.
Schröder ist verheiratet mit Ina-Maria Ulbrich, Staatssekretärin im Ministerium für Energie, Infrastruktur und Landesentwicklung in Mecklenburg-Vorpommern.

### Politik
Von 2001 bis 2006 war Schröder Senator für Finanzen, Verwaltung und Ordnung der Hansestadt Rostock und gleichzeitig 2. Stellvertreter des Oberbürgermeisters. 2005 war er zudem für die SPD und unterstützt von Bündnis 90/Die Grünen Oberbürgermeisterkandidat in Rostock. Er verlor die Wahl mit 19,1 % gegen Roland Methling, der auf Anhieb die absolute Mehrheit erreichte.
Im Februar 2006 wurde Schröder zum Staatssekretär im von Otto Ebnet (SPD) geführten Wirtschaftsministerium von Mecklenburg-Vorpommern ernannt. Nach der Landtagswahl 2006 wurde die seit 1998 amtierende rot-rote Koalition durch eine große Koalition abgelöst. Das Wirtschaftsministerium ging dabei an Jürgen Seidel (CDU). Ebnet wurde im November 2006 Minister für Verkehr, Bau und Landesentwicklung und nahm seinen Staatssekretär Schröder mit. Dieser blieb auch nach dem Ausscheiden Ebnets aus der Landesregierung unter dessen Nachfolger Volker Schlotmann (SPD) im Amt. Nach der Landtagswahl 2011 wechselte er am 26. Oktober 2011 zum Bildungsministerium als Staatssekretär unter dem Minister Mathias Brodkorb (SPD). 2016 übernahm ihn die Ministerin Birgit Hesse (SPD). Dabei war er primär für die Hochschulen des Landes zuständig.
Im März 2019 kündigte er an „bis zum Ende der Wahlperiode aus familiären Gründen in den unbezahlten Urlaub“ zu gehen. Im August 2019 übernahm Susanne Bowen (SPD) das Amt als Staatssekretärin mit Zuständigkeit für die Hochschulen neben dem Staatssekretär für die Schulen Steffen Freiberg.